# Barwell F.C.
Câu lạc bộ bóng đá Barwell là một câu lạc bộ bóng đá có trụ sở tại Barwell, gần Hinckley ở Leicestershire. Đội hiện là thành viên của Southern League Premier Division Central và thi đấu tại Kirkby Road.

## Lịch sử
Câu lạc bộ được thành lập vào năm 1992 dưới sự hợp nhất của Hinckley của Midland Combination Premier Division và Barwell Athletic của Leicestershire Senior League Premier Division; câu lạc bộ mới đã thay thế vị trí của Hinckley trong Midland Combination.
Năm 1994 Barwell là thành viên sáng lập của Midland Alliance. Đội giành chức vô địch Leicestershire and Rutland Senior Cup 1996-97 và League Cup mùa giải 2005-06, đánh bạiLeamington 3-1 trong trận chung kết. Sau khi kết thúc với vị trí á quân vào mùa giải 2008-09, họ đã giành chức vô địch mùa giải tiếp theo, giành quyền thăng hạng Division One South của Northern Premier League. Mùa giải đầu tiên trong giải đấu đã chứng kiến họ giành được danh hiệu, thăng hạng lên Bậc 3 của National League System. Thay vì chơi ở Northern Premier League Premier Division, câu lạc bộ đã được chuyển đến Premier Division của Southern League. Tuy nhiên, hai mùa giải sau, đội được chuyển trở lại Northern Premier League.
Mùa giải 2015-16, Barwell lần đầu tiên lọt vào vòng Một Cúp FA, khi để thua 2-0 trên sân nhà trước Welling United. Mùa giải tiếp theo chứng kiến độii giành được Leicestershire and Rutland Challenge Cup, đánh bại Coalville Town 3-1 trong trận chung kết. Câu lạc bộ đã được chuyển đến Premier Central Division của Southern League vào cuối mùa giải 2017-18 như một phần của quá trình tái cấu trúc hệ thống giải non-League.

## Sân vận động
Câu lạc bộ thi đấu trên sân Kirkby Road ở Barwell. Khu liên hợp thể thao cũng kết hợp các cơ sở chơi bowling và sân cricket, nơi từng được sử dụng cho các trận đấu hạng nhất. Đèn pha đã được lắp đặt trước mùa giải 1992-93 và một số chỗ ngồi được lấy từ khán đài chính cũ ở sân Filbert Street của Leicester City. Một khán đài mới có mái che để chứa năm trăm khán giả đã được xây dựng trước mùa giải 1996-97. Vào cuối mùa giải 2000-01, một giá đỡ công xôn mới 256 chỗ ngồi đã được dựng lên và câu lạc bộ đã thực hiện những cải tiến hơn nữa để cho phép họ tiến lên kim tự tháp. Hiện sân có sức chứa 2.500 chỗ, trong đó 256 chỗ ngồi và 750 chỗ ngồi.

## Cầu thủ

### Đội hình hiện tại
Tính đến 25 tháng 9 năm 2020 
Ghi chú: Quốc kỳ chỉ đội tuyển quốc gia được xác định rõ trong điều lệ tư cách FIFA. Các cầu thủ có thể giữ hơn một quốc tịch ngoài FIFA.
| VT | Quốc gia | Cầu thủ                |
| -- | -------- | ---------------------- |
| TM | Anh      | Max Bramley            |
| TM | Đức      | Liam Castle            |
| HV | Anh      | Jamie Ashmore          |
| HV | Anh      | Jayden Cotterill       |
| HV | Anh      | Jamie McAteer          |
| HV | Anh      | Eddy Nisevic           |
| HV | Anh      | Elliot Percival        |
| HV | Anh      | Eliot Putman (đội phó) |
| TV | Anh      | Leandro Browne         |
| TV | Anh      | Tristan Dunkley        |

| VT | Quốc gia | Cầu thủ                   |
| -- | -------- | ------------------------- |
| TV | Anh      | Micah Edwards             |
| TV | Anh      | Brady Hickey (đội trưởng) |
| TV | Anh      | Nigel Julian              |
| TV | Anh      | Joe O'Neill               |
| TV | Anh      | Jac Redhead               |
| TV | Anh      | Kai Williams              |
| TĐ | Anh      | Oluwole Akinsanya         |
| TĐ | Anh      | Jahvan Davidson-Miller    |
| TĐ | Anh      | Sam Hollis                |

Southern Football League không sử dụng hệ thống đánh số đội hình.

## Ban quản lý và huấn luyện

### Ban lãnh đạo
Tính đến 12 tháng 9 năm 2020 
| Vị trí   | Tên        |
| -------- | ---------- |
| Chairman | Dave Laing |

### Nhân viên hiện tại
| Vị trí                  | Tên            |
| ----------------------- | -------------- |
| Huấn luyện viên         | Guy Hadland    |
| Trợ lý huấn luyện viên  | Martin Sockett |
| Huấn luyện viên đội một | Kev Charley    |
| Huấn luyện viên thủ môn | Mick Turner    |
| Nhà vật lí trị liệu     | Viv Coleman    |

### Các đời huấn luyện viên
| Giai đoạn                                                       | Huấn luyện viên |
| --------------------------------------------------------------- | --------------- |
| 1992-1995                                                       | David Callow    |
| 1995-1998                                                       | Bill Moore      |
| 1998-2002                                                       | Paul Purser     |
| 2003-2004                                                       | Alan Hussey     |
| 2004-2007                                                       | Bob Steel       |
| 2007-2010                                                       | Marcus Law      |
| 2010-2011                                                       | Paul O'Brien    |
| 2011-2018                                                       | Jimmy Ginnelly  |
| 2018-nay                                                        | Guy Hadland     |
| Nguồn: NLCD Lưu trữ ngày 2 tháng 7 năm 2017 tại Wayback Machine |                 |

## Danh hiệu
- Northern Premier League
  - Vô địch Division One South 2010-11
- Midland Alliance
  - Vô địch 2009-10
  - Vô địch League Cup 2005-06
- Leicestershire and Rutland Senior Cup
  - Vô địch 1996-97
- Leicestershire and Rutland Challenge Cup
  - Vô địch 2016-17

## Kỉ lục
- Vị trí cao nhất giải quốc nội: thứ 7 ở Southern League Premier Division, 2012-13[4]
- Thành tích tốt nhất tại Cúp FA: Vòng Một, 2015-16[4]
- Thành tích tốt nhất tại FA Trophy: Vòng loại thứ ba, 2014-15[4]
- Thành tích tốt nhất tại FA Vase: Bán kết, 2009-10[4]
- Cầu thủ ra sân nhiều nhất: Liam Castle[8]
- Cầu thủ ghi nhiều bàn thắng nhất: Kev Charley[8]